# 張曾敞
张曾敞（1731年—1777年），字垲似，号开士，安徽桐城人。清朝翰林、官员。

## 生平
张曾敞于乾隆十五年（1750年）乡试中举；乾隆十六年（1751年）考中三甲第五十四名进士，选庶吉士，散馆授检讨。因父忧归里，守丧结束后补官，晋升侍读，充日讲起居注官，官至詹事府少詹事，并三次充顺天乡试同考官。

## 家族
张曾敞出身于桐城张氏望族，曾祖父张英为康熙年间大学士；祖父张廷璐为张英第三子，康熙五十七年榜眼，官至礼部侍郎；父张若需为乾隆二年进士，官至侍讲。自张英起，其祖孙四代相继充任日讲起居注官，为时人称道。